# Shigeyoshi Mochizuki
Shigeyoshi Mochizuki (9 de julho de 1973) é um ex-futebolista japonês, que atuava como meia.

## Carreira
Mochizuku integrou a Seleção Japonesa de Futebol na Copa América de 1999.

## Títulos
Japão
- Copa da Ásia: 2000